# Paradela e Granjinha
Pour les articles homonymes, voir Paradela.
Paradela e Granjinha est une paroisse civile portugaise (en portugais : freguesia) de la municipalité de Tabuaço dans le district de Viseu. Elle est créée en 2013, par fusion des paroisses de Paradela et Granjinha.

## Histoire
La paroisse est créée par la loi no 11-A/2013 du 28 janvier 2013 portant réorganisation administrative du territoire des freguesias, en fusionnant les paroisses de Paradela et Granjinha. Son nom officiel est União das Freguesias de Paradela e Granjinha et son siège est fixé à Paradela.

## Démographie
Lors du recensement de 2021, Paradela e Granjinha compte 99 habitants. C'est la paroisse la moins peuplée du Portugal continental ; seules quatre paroisses des Açores comptant moins d'habitants.